# Lepiku (Ülenurme)
Lepiku est un village de la commune de Ülenurme du comté de Tartu en Estonie.
Au 31 décembre 2011, il compte 114 habitants.